# Sajóvelezd
Sajóvelezd is een plaats (község) en gemeente in het Hongaarse comitaat Borsod-Abaúj-Zemplén. Sajóvelezd telt 909 inwoners (2001).